# L'Élève Ducobu
Cet article concerne la bande dessinée. Pour les films, voir Ducobu (série de films).
L'Élève Ducobu est une série belge de bandes dessinées et de romans créée en 1992 par Zidrou (scénario) et Godi (dessins) dont le héros, Ducobu, est un enfant rondouillard, cancre en pull rayé jaune et noir, employant toutes sortes de techniques pour tenter de copier sur sa voisine première de la classe, Léonie Gratin.

## Historique
La série apparaît en septembre 1992 dans le journal belge Tremplin, à l'origine en noir et blanc. Puis les premières planches sont publiées en 1995. Le premier album est édité aux éditions Le Lombard en 1997. La même année, la série commence également à paraître dans Le Journal de Mickey. Quelques années plus tard, en 2004, sortent aussi aux éditions Pocket Jeunesse une série de romans tirée de la série originale et signée par les deux mêmes auteurs, puis un « guide » de l'école (chez le même éditeur) en 2009 et enfin un véritable spin-off intitulé : Rik Spoutnik, mettant en scène le héros de bande dessinée de l'Élève Ducobu (lui-même héros de sa propre série) dont le premier tome, Recueil no 627, sortit en 2010.
En janvier 2011, la série s'était déjà vendue à 2 000 000 exemplaires (soit une moyenne d'environ 150 000 par album),. Fort de ce succès, une adaptation cinématographique de L'Élève Ducobu est sortie en salles le 22 juin 2011 signée Philippe de Chauveron (réalisateur notamment de L'Amour aux trousses et scénariste de Neuilly sa mère !). Le tournage a eu lieu à l'été 2010 en région parisienne. Élie Semoun y joue le rôle du professeur Latouche et l'élève Ducobu est joué par Vincent Claude, découvert en 2009 dans Le Petit Nicolas dans le rôle d'Alceste.

## Synopsis
Ducobu, élève à l'école primaire Saint-Potache, est le pire cancre que l'établissement ait jamais connu. Ignare, paresseux et tricheur, il emploie le peu de temps qu'il ne passe pas au coin à multiplier les essais pour copier sur sa voisine, la brillante Léonie Gratin. D'interrogations en examens, de complots en combines, les aventures de Ducobu rythment jour après jour la vie de la paisible classe et de son instituteur, le sévère Gustave Latouche. Mais peu à peu, Léonie et Ducobu deviennent amis. Les sentiments de Léonie pour Ducobu vont même au-delà de l'amitié (voir la section Léonie Gratin ci-dessous).

## Personnages

### Principaux

#### Ducobu
Ducobu est le personnage principal de la série. Il accumule les zéros, les punitions et les journées passées au coin avec le bonnet d'âne sur la tête. En contraste envers ses attitudes de cancre, il a des manières très sophistiquées, parle d'une façon plutôt soutenue (« chère voisine », « ne me dites pas que vous avez cru à mes billevesées ! », « quoi de plus naturel pour un âne ? ») et fait preuve de répartie dans ses disputes contre Léonie et même de culture intellectuelle lorsqu'il répond aux remontrances de Monsieur Latouche par des citations latines ou philosophiques. Selon l'album 280 de Q.I. !, il semble qu'il soit celui qui ait 280 de Q.I. (et apparemment pas sa voisine). Il fait aussi preuve d'une imagination étonnante quand il veut copier sur Léonie (qu'il vouvoie et appelle « chère voisine » 99% du temps, et ce depuis toujours) ou échapper aux punitions de Monsieur Latouche, même si un détail le fait toujours repérer. Si ses seuls amis sont Rotule et Néness (et, d'une certaine manière, Léonie), Ducobu est tout de même populaire auprès de ses camarades (Léonie lui envie cette popularité), car il est comique et tient tête à Monsieur Latouche , qui se jure de le faire travailler (ce qui vaut à Ducobu un statut de véritable leader auprès de ses camarades). Malgré sa paresse, il a un grand sens du commerce, puisqu'il tire presque toujours un grand profit financier et matériel de ses multiples inventions lui servant à copier sur Léonie, ainsi que de certaines de ses occupations lorsqu'il est au coin en compagnie de Néness et de Rotule (une marque de vêtement, par exemple). Son magazine préféré est Rik Spoutnik Magazine, qu'il lit souvent pendant les cours. Il aime surtout les bédés (comme il l'écrit) présentes dans ce magazine. « Mossieur » (comme il l'écrit) Latouche lui a confisqué ses bandes dessinées et magazines de Rik Spoutnik plus de 36 000 fois. Dans certains tomes, il raconte certaines de ses Belles Histoires au Coin du Coin à ses petits-enfants.

#### Léonie Gratin
C'est une brillante élève et voisine de classe du personnage principal. Léonie est de taille moyenne, a deux tresses et des cheveux roux, et porte de grandes lunettes rondes. Elle porte toujours une robe rouge à pois blancs. Elle se sert d'un stylo plume assorti aux pois blancs de sa robe ou bien un crayon ou stylo rose pale. Léonie a une écriture brouillonne : l'écriture attachée. Elle est complètement opposée à Ducobu, adorant les cours et cumulant les 10/10. Elle peut faire preuve d'un très mauvais caractère et ne tolère pas que Ducobu copie sur elle ou ne la dupe d'une quelconque manière, punissant souvent chacun de ses essais par un coup violent. Quand ils ne sont pas en interrogation, Léonie et Ducobu sont bons amis. Elle est même totalement amoureuse de lui, mais il ne lui donne que des déceptions. Elle l'embrassera même une fois (à la fin du tome 10) après avoir répliqué à Monsieur Latouche, ce qui lui vaudra d'être mise en retenue (ce qui peut être signalé comme un fait exceptionnel, car elle est habituellement la chouchoute de l'instituteur). Même si, au début de la série, elle est la protégée de Monsieur Latouche et défend farouchement son savoir face aux essais souvent infructueux de son cancre de voisin, il s'installe au fur et à mesure des albums une sorte de connivence entre les deux élèves, pour défendre une cause commune en général, ou lorsqu'elle s'intéresse à ce que fait Ducobu (par exemple, lorsqu'elle refuse de délaisser un bébé, cousin de Ducobu, dans les bras de personne durant la dictée), ce qui piège très souvent Monsieur Latouche dans une situation cocasse. Le millionième 10/10 qu'elle obtient dans l'album Silence, on copie ! est expliqué dans le film : selon sa mère, elle est première de sa classe depuis la toute petite section et déjà à 2 mois elle savait compter jusqu'à 120. Son père était pâtissier. De ce dernier reste une seule photo, celle d'un cuisinier avec la mère de Léonie, montrant fièrement une médaille. Si, dans le roman 6 x 7 = ♥, Léonie dit n'avoir aucun souvenir de ce père, qu'elle n'a jamais connu puisque ayant quitté sa mère lorsqu'elle était enceinte, elle se contente, dans le film, de les présenter comme divorcés.
Dans le film Ducobu 3, Léonie se rebelle à un moment donné contre Latouche en défendant Ducobu de sa participation au Mini Conservatoire.

#### Monsieur Gustave Latouche
Un instituteur très exigeant et ne faisant jamais grève (dans un épisode, il est même le seul enseignant de toute la Belgique à refuser de participer à une grève nationale du mouvement enseignant, au grand désespoir de Ducobu) ; il est souvent présenté comme un antagoniste et il n'a pas son pareil pour faire travailler durement ses élèves. C'est le grand récitant d'une dictée écrite par Aristide Chausse-Trappe : Quelle belle cueillette nous fîmes : quelques hyménomycètes, des hypholomes, des helvelles, des polypores versicoles, des géasters fimbriés, de superbes coulemelles et un hydne imbriqué ma foi fort appétissant. Il passe son temps à essayer d'éduquer Ducobu, soit en lui demandant ses tables de multiplications (presque toujours combien font 6 × 7 : Dans un gag, on découvre que cette obsession pour le résultat de cette table de multiplication :42, est due au fait qu'enfant il collectionnait les vignettes de footballeurs et qu'il n'a jamais réussi à trouver la vignette n°42), soit par des centaines de lignes, soit en l'envoyant au coin avec un bonnet d'âne sur la tête. Malgré l'incroyable résistance du cancre, Monsieur Latouche ne s'avoue jamais vaincu ; bien qu'il fût lui-même un cancre notoire lors de ses études et qu'il ait pensé plusieurs fois à changer de métier. Même s'ils sont des ennemis jurés, il lui arrive d'être plus gentil avec Ducobu, qui le lui rend bien. Il est célibataire, mais est amoureux de l'institutrice de musique mademoiselle Rateau (personnage initialement créé pour le film, puis repris dans la série principale). Dans le seizième album, il hasarde enfin, par curiosité, un œil sur les bandes dessinées de Rik Spoutnik Magazine qu'il vient une fois de plus de confisquer à Ducobu et en devient amateur, au grand désespoir de Léonie. Dans le tome 9, sa mère décède peu avant Noël, mais dans le deuxième opus du film, elle est vivante. Dans le film, il est joué par Élie Semoun (qui interprète également sa mère). Il a également un très grand coeur, notamment lors d'un gag ou Ducobu sera attaqué par la rectrice de l'académie sur son piètre niveau scolaire, mais également sur son poids, Monsieur Latouche n'hésitera pas une seconde à prendre publiquement sa défense.

### Secondaires

#### Néness
Néness est le squelette de la classe, en compagnie de qui Ducobu passe ses journées au coin (il l'appelle son « frère de coin » ou, plus rarement, son « copain de coin »). Bien qu'il soit « mort », il est encore bien agile. Il accompagne souvent Ducobu dans ses combines pour copier sur Léonie Gratin ou mettre Monsieur Latouche en colère. Dans Le Terrible Secret de Néness, on apprend qu'il est en fait un squelette de plastique estampillé « Made In China » (ceci est indiqué sous son pied droit). Il apparaît très furtivement dans le film.
Rotule est une petite chienne squelette offerte par Ducobu à Néness (tome 7). Elle est à l'origine une chienne abandonnée par ses maîtres (tome 11) . Elle n'apparaît pas dans le film.

#### La directrice
La directrice de l'école Saint-Potache, que Monsieur Latouche affectionne beaucoup. Elle le trouve néanmoins un peu trop sévère envers ses élèves, n'aimant pas qu'il les prive systématiquement de récréation pour les faire travailler. Dans les films, elle est remplacée par un directeur (joué par Edgar Givry dans le 1 et François Levantal dans le 3) approuvant, lui, totalement les méthodes de Latouche.

#### Père de Ducobu
Le père de Ducobu est un fonctionnaire plutôt fainéant du Ministère de l'Emploi qui élève seul son fils unique (sa femme l'a quitté lorsque Ducobu était petit), dans le tome 25 il est hospitalisé. Il est indulgent avec son fils et tout aussi inculte que lui (il ne connaît pas ses tables de multiplication). Dans le film, il est plus sévère envers Ducobu et beaucoup moins inculte et fainéant. Son nom n'est pas donné dans la bande-dessinée, mais il est appelé Hervé dans les films.

#### Mère de Léonie
La mère de Léonie est vendeuse dans un grand magasin (au rayon parfumerie). Célibataire elle aussi (son mari est parti à la naissance de Léonie), elle voue un culte démesuré à sa fille unique et ne jure que par la réussite scolaire au prix d'un travail acharné. Paradoxalement, on apprend qu'elle n'a même pas obtenu son baccalauréat. Elle déteste les Ducobu, ne se privant pas de les attaquer à la moindre occasion (elle prendra néanmoins Ducobu en vacances dans le tome 18 à la demande du père du jeune cancre). Elle est directrice du conseil des parents d'élèves et promet systématiquement de tout faire pour obliger les instituteurs de l'école Saint-Potache à noyer les élèves sous les devoirs. Dans le film, elle est monitrice d'auto école et amoureuse du père de Ducobu. Dans le même film, elle est appelée Adeline, tandis que dans les albums, on ne connaît pas son nom (son prénom est finalement adopté dans le tome 2 des BD de Léonie).

## Corpus

### Bandes dessinées
1. Un copieur sachant copier ! (1997)
2. Au coin ! (1998)
3. Les Réponses ou la vie ? (1999)[5]
4. La Lutte des classes (1999)
5. Le Roi des cancres (2000)[6]
6. Un amour de potache (2001)
7. Vivement les vacances ! (2001)
8. Punis pour le meilleur et pour le pire (2002)[7]
9. Le Fortiche de la triche (2003)
10. Miss dix sur dix (2004)
11. Peut mieux faire ! (2005)
12. 280 de Q.I. ! (2006)
13. Pas vu, pas pris ! (2007)
14. Premier de la classe (en commençant par la fin) (2008)
15. Ça sent les vacances ! (2009)
16. Confisqués ! (2010)
17. Silence, on copie ! (2011)
18. Révise un max ! (2012)
19. Ducobu, élève modèle ! (2013)
20. 0 + 0 = Duco ! (2014)
21. In-Cu-Ra-Ble ! (2015)
22. Système D (2016)
23. Profession : Tricheur (2017)
24. Attention, école ! (2019)
25. L'Idole des écoles (2020)
26. Votez Ducobu ! (2022)
27. Fini de rire ! (2023)
28. En vert et contre tous ! (2024)
29. Dernier de cordée (2025)

+ Hors-Série de 26 planches offert avec le numéro de septembre 2005 du magazine Le journal de Mickey et intitulé Attention, cancre !.
Trois compilations des bandes dessinées ont été commercialisées. Une, intitulée Le meilleur des pires plans-triche en 2007, et une autre, intitulée L'élève Ducobu présente : L'instit'Latouche, Le Best-of en 2011. Une autre compilation intitulée La Compil' de Noël sort en 2018 ; elle présente également des sketchs uniques.

#### L'Instit' Latouche
L'Instit' Latouche, une série dérivée ayant pour personnage principal Monsieur Latouche, a été publiée aux éditions Le Lombard. Le scénario est de Falzar et le dessin est de Leogrin (pseudonyme collectif des dessinateurs Lucio Alberto Leoni et Emanuela Negrin)
1. Seul contre toutes ! (2012)
2. Moi, directeur... (2013)
3. Pas touche à saint Potache (2014)
4. Adieu, Monsieur le professeur (2015)

#### Léonie
Léonie, une série dérivée ayant pour personnage principal Léonie Gratin, a été publiée aux éditions Le Lombard. Le scénario est de Zidrou et Falzar et le dessin est de Godi.
1. Première en (presque) tout ! (2017)
2. La rivale (2018)
3. Les grandes vacances (2018)

### Romans
1. Le Trésor de Kanul Archinul (2004)
2. 6 × 7 = ♥ (2004)
3. Ducobu, instituteur ! (2004)
4. La Carotte (2004)
5. Zéro de conduite (2004)
6. Le Championnat du monde de la triche (2004)
7. La Punition du siècle ! (2005)
8. Le Voleur de vacances (2005)
9. La Méthode www.dix-sur-dix.com (2005)
10. Le Terrible Secret de Néness (2005)
11. Dans l'enfer des tables de multiplication (2006)
12. Gros Q.I et petits soucis de cœur (2006)

Une compilation des romans intitulée Les plus belles histoires de l'élève Ducobu fut commercialisée en 2011. Un volume 2 est sorti le 7 juin 2012

## Adaptations
- Une guide intitulé Le guide Ducobu de l'école a été commercialisé en 2009[8]. Le tome 1 de la bande dessinée Rik Spoutnik intitulé Recueil No 627 a été commercialisé le 4 juin 2010.

- Un film diffusé au cinéma le 22 juin 2011, intitulé L'Élève Ducobu, reprend le thème de l'univers de Ducobu.
- Une suite, Les Vacances de Ducobu, est sortie le 25 avril 2012 avec la plupart des mêmes acteurs et de l'équipe technique.
- D'après les déclarations d'Élie Sémoun, invité de l'émission TPMP le 4 décembre 2018, un nouvel opus est en préparation et sortira en salles courant avril 2019. Il est finalement annoncé, lors du lancement d'un casting pour trouver les enfants qui reprendront les rôles de Ducobu, Léonie et leurs principaux camarades, que ce troisième opus sera réalisé par Élie Sémoun lui-même, qui reprend également son rôle de l'instituteur Gustave Latouche, il fera ainsi ses débuts à la réalisation. Le tournage débute à l'été 2019 et Ducobu 3 sort le 5 février 2020[9].
- En 2020, la BD est adaptée au théatre. La pièce est jouée à partir du 11 octobre 2020 au théâtre de la Tour Eiffel à Paris[10].

## Une série pas seulement comique
D'après les auteurs, la série n'a pas qu'un but comique mais aussi éducatif, ce qui en fait une bande dessinée très prisée par beaucoup de professeurs des écoles. Pour amplifier cela, les auteurs vont souvent à la rencontre de leurs fans, dans leurs propres écoles, pour donner des petits cours de dessin,.
Certains épisodes ne sont pas comiques, mais au contraire volontairement émouvants (notamment lorsque Gustave Latouche perd sa mère à l'approche des Fêtes de Noël, lorsqu'une institutrice remplaçante essaye de sortir d'un alcoolisme provoqué par la mort accidentelle de son fils, lorsque Ducobu présente Rotule à Néness ou quand Rotule se souvient de son abandon par ses maîtres...).